# Banisilan

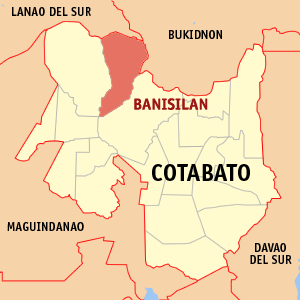
Bản đồ của Cotabato với vị trí của Banisilan

Banisilan là một đô thị hạng 3 ở tỉnh Cotabato, Philippines. Theo điều tra dân số năm 2000, đô thị này có dân số 35.539 người trong 6.501 hộ.

## Các đơn vị hành chính
Banisilan được chia thành 20 barangay.
| - Banisilan Poblacion - Busaon - Capayangan - Carugmanan - Gastav - Kalawaig - Kiaring - Malagap - Malinao - Miguel Macasarte | - Pantar - Paradise - Pinamulaan - Poblacion II - Puting-bato - Salama - Thailand - Tinimbacan - Tumbao-Camalig - Wadya |